# Établissement urbain de Verkhnetoulomski
L'établissement urbain de Verkhnetoulomski (en russe : Городское поселение Верхнетуломский) est une entité municipale de Russie formée en 2005, du raïon de Kola dans l'oblast de Mourmansk. Son siège administratif est la localité de Verkhnetoulomski.

## Géographie
L'établissement urbain se situe dans le raïon de Kola, un des raïons de l'oblast de Mourmansk. Le raïon et l'oblast se trouvent dans le nord européen de la Russie.

## Politique administration
La municipalité est un établissement urbain, qui a été créé en 2005. Elle possède sa propre douma et un chef de l'administration.

## Population
Recensements (*) et estimations de la population,:
| 2010* | 2021* | 2023  | - |
| ----- | ----- | ----- | - |
| 1 580 | 1 328 | 1 264 | - |

## Localités
| Localité         | Statut          | Population 2010 | Population 2021 |
| ---------------- | --------------- | --------------- | --------------- |
| Verkhnetoulomski | commune urbaine | 1580            | 1320            |
| Svetly           | localité        | 4               |                 |